# Arbeitsgemeinschaft für Internationale Politik und Sicherheit
Die Arbeitsgemeinschaft für Internationale Politik und Sicherheit (AGIPS) e.V. ist eine studentische Arbeitsgruppe an der Rheinischen Friedrich-Wilhelms-Universität in Bonn. Sie wurde in den 1980er Jahren gegründet und beschäftigt sich mit den internationalen Beziehungen und Sicherheitspolitik.
Die Gruppe ist relativ klein und hat ihren inhaltlichen Schwerpunkt insbesondere seit dem Jahr 2002 auf dem Gebiet der Sicherheitspolitik, wobei man sich des erweiterten Sicherheitsbegriffs (siehe Literatur) bedient. Viele Mitglieder arbeiten später in der Politikberatung, aber auch in der Verteidigungsindustrie.
Die AGIPS publiziert eine eigene Reihe von Rezensionen zu politikwissenschaftlicher Literatur. Seit Juli 2005 gibt sie zudem eine wissenschaftliche Online-Zeitschrift unter dem Titel Beiträge zur Internationalen Politik und Sicherheit (BIPS) heraus.